# Pipa
Pipa (chiń.: 琵琶; pinyin: pípá) – chiński szarpany instrument strunowy, nazywany też chińską lutnią, gdyż podobnie jak ona ma pudło rezonansowe w gruszkowatym kształcie. W Chinach znany jako tradycyjny instrument od ponad dwóch tysięcy lat. Kilka instrumentów w innych krajach wschodniej i południowo-wschodniej Azji jest spokrewnonych z pipą. Należą do nich japońska biwa, wietnamska đàn tỳ bà i koreańska bipa. Tylko koreańska wersja wyszła z użycia, podczas gdy gra na pozostałych jest wciąż znana i powszechna.